# Микола Селезінка
Микола Іванович Селезінка (? - 12 лютого 2022, Івано - Франківськ, Україна— український вчений, лікар. Доктор медичних наук, професор, хірург-трансплантолог вищої категорії. 

## Біографія
Докторську дисертацію захистив у Москві (Московський науково-дослідний інститут пересадки органів при Академії наук СРСР, керівник — кардіохірург світового рівня Ґлєб Соловйов). У 1994 року, працюючи хірургом окружного військового шпиталю при Львівському медичному університеті, побачила світ у Києві його книга «Пересадка легені». В цій монографії описано оригінальну методику здійснення трансплантацій легені, вироблену автором в результаті 330 — перших у світовій практиці — експериментальних операцій на собаках. Ще одна книга, набагато грубша — 602 текстові плюс 248 сторінок ілюстрацій — «Клінічна оперативна хірургія», побачила світ у 2009 році в Івано-Франківську, її рекомендовано Центральним методичним кабінетом з вищої медичної освіти МОЗ України як навчальний посібник для лікарів-інтернів і лікарів — слухачів курсів підвищення кваліфікації закладів (факультетів) післядипломної освіти. У цієї книги вже два автори — Микола Селезінка та його син Роман, котрий пішов батьковими стопами і нині є кардіохірургом вищої категорії, старшим науковим співробітником Київського науково-дослідного інституту серцево-судинної хірургії ім. М. Амосова.
Помер 12 лютого 2022р. Похований у с. Чукалівка. 

## Вибрані твори
- Гаврилович, І.  Микола Селезінка : Докторську я писав на власноруч збитому із дощок столі
- Селезінка, М. І.  Рух - джерело здоров'я
- Селезінка, М. І.  Формування фізичної культури та валеологічних переконань студентів технічного ВНЗ з метою збереження й укріплення здоров"я
- Селезінка, Р. М.  Клінічна оперативна хірургія